# Latte al cioccolato
Il latte al cioccolato è un tipo di latte aromatizzato con cacao in polvere. Sebbene possa essere preparato a casa, la bevanda viene prodotta anche industrialmente. 

## Storia
Secondo lo storico James Delbourgo, gli abitanti della Giamaica bevevano «una bevanda calda con trucioli di cacao appena raccolto e fatto bollire, latte e cannella» già nel 1494. Una teoria diffusa vuole che il moderno latte al cioccolato sia stato ideato dal botanico irlandese Hans Sloane (1660-1753), il quale, giunto sull'isola caraibica, avrebbe assaggiato una bevanda locale con cacao e acqua. Trovandola poco appetibile, decise di sostituire l'acqua con il latte.
Lo svizzero Daniel Peter (1836-1919), passato alla storia per aver inventato il cioccolato al latte, sviluppò una versione disidratata e solida del latte con cacao, che si poteva facilmente conservare, trasportare e porzionare (all'epoca, il latte fresco era difficile da reperire nelle città più grandi).

## Valori nutrizionali
Sono stati condotti numerosi studi riguardanti i valori nutrizionali del latte al cioccolato. Stando a un'analisi del 2005 del Consiglio di amministrazione della pubblica istruzione della Città di New York, eliminando il latte intero e sostituendolo con latte al cioccolato magro o senza grassi, gli studenti assumevano circa 5.960 calorie in meno e 619 grammi di grassi in meno all'anno. Tuttavia, studi più recenti mostrano che il latte senza grassi e a basso contenuto di grassi può effettivamente aumentare il grasso corporeo e contribuire all'obesità. Il latte intero può infatti risultare più salutare per i bambini obesi rispetto al latte magro o senza grassi.
Secondo uno studio dell'Università di Loughborough dell'aprile del 2007, il latte magro reidrata efficacemente.
Stando a quanto dichiarato da alcuni scienziati nel novembre del 2009, dopo un'analisi effettuata a Barcellona, il consumo regolare di latte scremato con cacao ricco di flavonoidi può ridurre le infiammazioni e rallentare o prevenire lo sviluppo dell'aterosclerosi. Lo studio rileva che i suoi effetti non sono così pronunciati come quelli osservati nel consumo di vino rosso. Tuttavia, in una singola porzione di cacao, altri ricercatori hanno trovato 611 milligrammi di equivalenti di acido gallico (GAE) e 564 milligrammi equivalenti di epicatechina (ECE), rispetto a 340 milligrammi di GAE e 163 milligrammi di ECE nel vino rosso, e 165 milligrammi di GAE e 47 milligrammi di ECE nel tè verde.
Un'analisi del 2009 ha messo a confronto il latte al cioccolato con una bevanda usata dai ciclisti per recuperare le forze dopo allenamenti intensi (lo studio è stato condotto per analizzare il contenuto di carboidrati e proteine dei due prodotti). I ricercatori non hanno riscontrato alcuna differenza nei livelli di creatinchinasi plasmatica post-allenamento e nel dolore muscolare, così come nel tempo impiegato per raggiungere lo sfinimento. Tuttavia, dal momento che il latte al cioccolato è solitamente meno costoso delle bevande sportive, i ricercatori hanno concluso che il latte al cioccolato «costituisce una bevanda di recupero più conveniente, più economica (...) per molti atleti».
Stando a un'analisi effettuata nel 2011 presso la Kean University, nel New Jersey, i calciatori di sesso maschile si affaticano più lentamente dopo aver consumato del latte al cioccolato. In tale circostanza si è anche avuto modo di osservare gli effetti del latte al cioccolato sulle giocatrici di calcio che si sottoponevano ad allenamenti mattutini e pomeridiani durante il precampionato. È stata data loro la bevanda a base di carboidrati ed elettroliti o il latte al cioccolato tra gli allenamenti pre-campionato del mattino e del pomeriggio. Dopo ogni allenamento pomeridiano, ogni atleta ha completato una corsa in navetta fino all'affaticamento. Lo studio ha concluso che il latte al cioccolato è altrettanto vantaggioso quanto la bevanda a base di carboidrati ed elettroliti nel promuovere il recupero nelle donne.
Secondo i nutrizionisti, l'alta percentuale di zucchero del latte al cioccolato è considerata uno dei fattori che ha portato molti bambini all'obesità.

### Produzione di ossalato di calcio

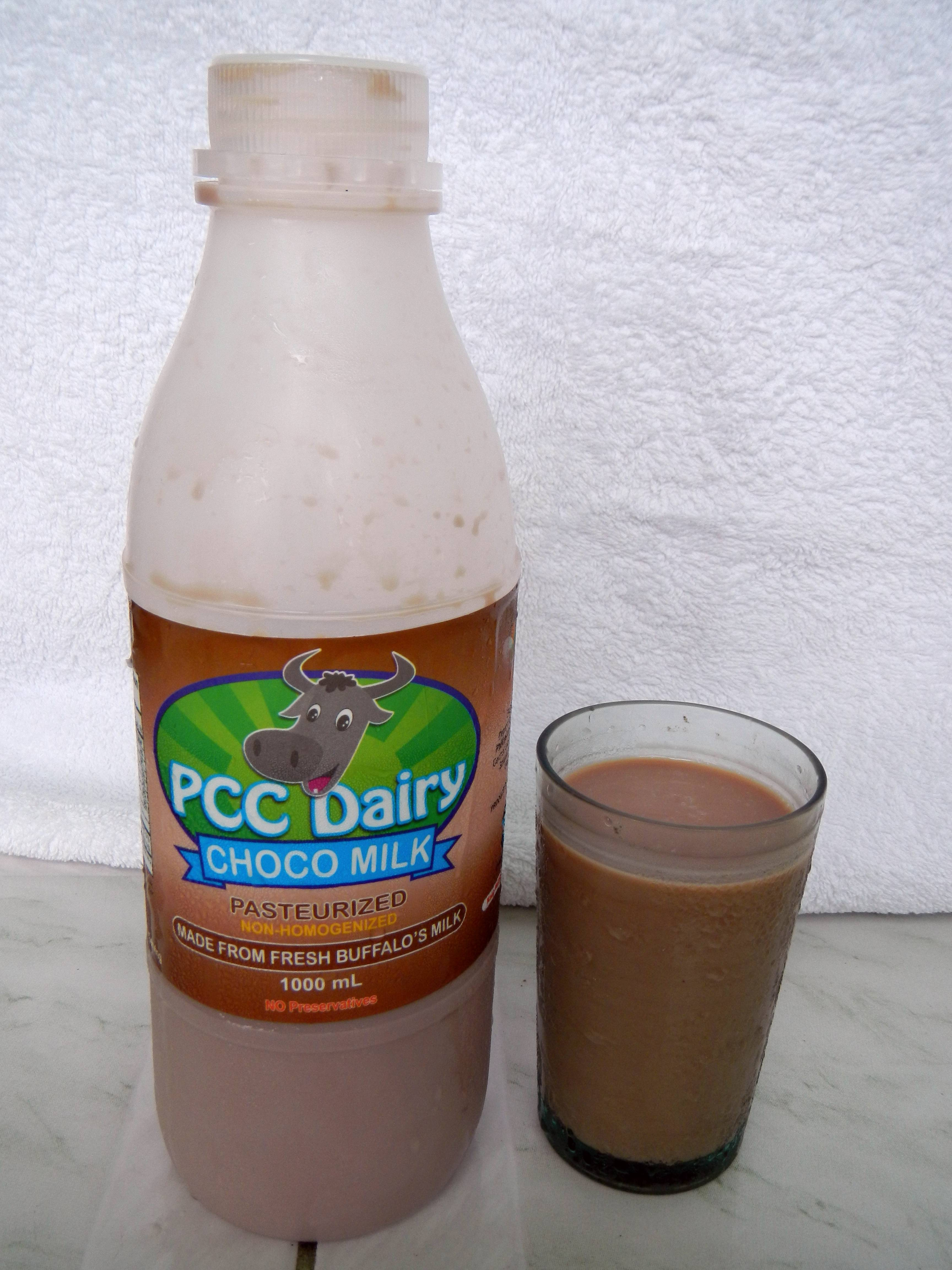
Latte al cioccolato prodotto industrialmente

Il cioccolato usato per preparare il latte al cacao contiene acido ossalico, che reagisce con il calcio presente nel latte producendo ossalato di calcio, impedendo così l'assorbimento del calcio nell'intestino. Tuttavia, è presente in quantità sufficientemente piccole da rendere trascurabile l’effetto sull’assorbimento del calcio (2–3%). Dal momento che il cioccolato contiene quantità relativamente piccole di ossalato, non è chiaro in che misura il consumo di cioccolato influenzi le persone sane con diete ricche di calcio.
Nel corso di una ricerca del 2008, i partecipanti che consumavano una o più porzioni di cioccolato al giorno avevano una densità e una forza ossea inferiori rispetto a quelli che mangiavano una porzione di cioccolato sei volte a settimana o meno. I ricercatori hanno ritenuto che ciò sarebbe causato dall’ossalato che inibisce l’assorbimento del calcio, ma potrebbe anche essere dovuto al contenuto di zucchero nel cioccolato, che può aumentare l'escrezione di calcio. È emerso, tuttavia, che il consumo di cibi ricchi di ossalato, e di conseguenza il loro effetto sull'assorbimento del calcio, può causare dei problemi a coloro che soffrono di calcolosi delle vie urinarie, causata quando vi è troppo ossalato nelle urine. Queste persone in particolare dovrebbero ridurre l'assunzione di ossalato e aumentare l'assunzione di calcio. Tuttavia, l'alto contenuto di magnesio nel cioccolato riduce probabilmente il rischio di formazione di calcoli, perché, così come il citrato, anche il magnesio è un inibitore della formazione di cristalli urinari.